# Otfried Preussler
Otfried Preussler (ou Otfried Preußler), né à Reichenberg, Tchécoslovaquie (aujourd'hui Liberec, République tchèque) le 20 octobre 1923 et mort le 18 février 2013 à Prien am Chiemsee, est un écrivain allemand, auteur de littérature d'enfance et de jeunesse.

## Biographie
Otfried Preussler est né à Reichenberg dans une famille d’enseignants. Il commence à écrire ses propres histoires à 12 ans. Enrôlé dans l'armée allemande après avoir, en 1942, obtenu son diplôme d'études secondaires, il sert sur le front de l’Est où il est fait prisonnier en 1944. Il est ensuite retenu cinq ans en captivité par les Soviétiques.
A son retour en Allemagne, en 1949, il retrouve sa famille et sa fiancée et s'installe à Rosenheim où il travaille comme enseignant et directeur d'école primaire pendant 17 ans. En parallèle, il est journaliste pour un journal local et écrit des scénarios pour une radio pour enfants.Ses premiers succès littéraires sont en 1956 Der kleine Wassermann puis en 1957 Die kleine Hexe.
En 2013, une controverse nait concernant le livre Une délicieuse petite sorcière (Die kleine Hexe) avec l'emploi de termes jugés racistes et d'accusation de censure.
Il est décédé le 18 février 2013 à l'âge de 89 ans à Prien am Chiemsee. 
Ses livres pour enfants, sur le mode de l'humour et de la fantaisie, ont été traduits dans de nombreuses langues. Il est tenu en Allemagne comme l'un des grands noms de la littérature de jeunesse.
Après sa mort, plusieurs écoles ont été nommées en son honneur, dont le "Otfried-Preußler-Gymnasium Pullach" à Pullach im Isartal (Allemagne).
En 2017, en hommage pour son 94e anniversaire, Google lui rend hommage en Allemagne avec un Google Doodle de Jan Buchczik.
Une partie de son œuvre a été adaptée au cinéma (L'Apprenti sorcier,,, Le Maître des sorciers), pour la télévision mais également l'opéra.

## Prix et distinctions
- 1972 : Deutscher Jugendliteraturpreis pour Krabat
- 1987 : prix Andreas-Gryphius pour l’ensemble de son œuvre

## Œuvres

### Traductions en français
- Les douze corbeaux, Alsatia, Safari-Signe de Piste, no 63, Paris, illustrations de Michel Gourlier, 1973 (Krabat, 1971) - traduction et adaptation d’Évelyne Jeitl[15]
  - Le Maître des corbeaux, Hachette, coll. « Jeunesse », Paris, illustrations de Christophe Rouil, 1994,  (Krabat, 1971) - traduction de Marie-José Lamorlette
  - Krabat, Bayard Jeunesse, Montrouge, 2009 - traduction de Jean-Claude Mourlevat[16].
- Une délicieuse petite sorcière (Die kleine Hexe), Hachette, Bibliothèque rose, 1978[17]
- Le Petit Fantôme (Das kleine Gespenst), Paris, Hachette, 1979.
- Le Brigand Briquambroque, Paris, F. Nathan Bibliothèque internationale, 1980 (Der Räuber Hotzenplotz, 1962)
- Auguste et Augustine, Paris, Centurion jeunesse, 1984.
- La Légende de la licorne, Paris, éd. du Sorbier, 1989.

### Publications en allemand
- 1951 : Das kleine Spiel vom Wettermachen
- 1951 : Das Spiel vom lieben langen Jahr
- 1951 : Der fahrende Schüler im Paradies
- 1951 : Kasperl hat ein gutes Herz
- 1951 : Frau Nachbarin, Frau Nachbarin, wo will sie mit den Blumen hin?
- 1951 : Der Perserschah
- 1951 : Es geistert auf der Mitteralm
- 1951 : Lieb Nachtigall, wach auf
- 1951 : Lustig ist die Fasenacht
- 1951 : Dass die Lieb' nicht vergeht, dass die Treu sich bewährt. Ein Polterabendspielchen für Kinder
- 1951 : Das fremde Bleichgesicht
- 1953 : Das Spiel von den sieben Gesellen
- 1954 : Ei guten Tag, Frau Base
- 1956 : Der kleine Wassermann
- 1957 : Die kleine Hexe
- 1958 : Bei uns in Schilda.  (ISBN 3-522-10600-8)
- 1958 : Thomas Vogelschreck.  (ISBN 3-522-12610-6)
- 1962 : Kater Mikesch (récit)
- 1962 : Der Räuber Hotzenplotz
- 1966 : Das kleine Gespenst
- 1968 : Die Abenteuer des starken Wanja
- 1968 : Das Geheimnis der orangenfarbenen Katze
- 1969 : Neues vom Räuber Hotzenplotz
- 1969 : Kater Schnurr mit den blauen Augen
- 1971 : Krabat
- 1972 : Die dumme Augustine
- 1973 : Hotzenplotz 3
- 1975 : Das Märchen vom Einhorn
- 1978 : Die Flucht nach Ägypten. Königlich böhmischer Teil
- 1981 : Hörbe mit dem großen Hut
- 1981 : Pumphutt und die Bettelkinder
- 1983 : Hörbe und sein Freund Zwottel
- 1984 : Der goldene Brunnen. Ein Märchenspiel
- 1985 : Kindertheaterstücke
- 1985 : Der Engel mit der Pudelmütze. Sechs Weihnachtsgeschichten
- 1987 : Herr Klingsor konnte ein bißchen zaubern.  (ISBN 3-522-16480-6)
- 1988 : Zwölfe hat's geschlagen.  (ISBN 3-522-16100-9)
- 1989 : Dreikönigsgeschichten. Die Krone des Mohrenkönigs / Das Lied der Zikade
- 1989 : Die Glocke von grünem Erz
- 1990 : Jahrmarkt in Rummelsbach.  (ISBN 3-522-42870-6)
- 1993 : Mein Rübezahlbuch.  (ISBN 3-522-16803-8)
- 1993 : Das Eselchen und der kleine Engel.  (ISBN 3-522-43156-1)
- 1993 : Brot für Myra. Eine Geschichte vom heiligen Nikolaus
- 1995 : Die Glocke von Weihenstetten
- 1995 : Die Zenzi mit dem Wackelzahn, illustré par Rolf Rettich
- 1996 : Vom Drachen, der zu den Indianern wollte
- 1997 : Der Engel mit der Pudelmütze. Sechs Weihnachtsgeschichten.  (ISBN 3-570-20325-5)
- 2000 : Das große Balladenbuch
- 2001 : Dreizehn Geschichten von Hexen und Zaubermeistern.  (ISBN 3-570-26135-2)
- 2001 : Dreizehn Geschichten von Schätzen und ihren Hütern.  (ISBN 3-570-26124-7)
- 2001 : Wasserschratz und Tatzenkatze.  (ISBN 3-522-43364-5)
- 2001 : Wo steckt Tella?, illustré par Petra Probst.  (ISBN 3-522-43365-3)
- 2002 : Eins, zwei, drei im Bärenschritt.  (ISBN 3-522-17188-8)
- 2002 : Dreizehn Geschichten von armen Seelen und mancherlei Geisterspuk.  (ISBN 3-570-26164-6)
- 2010 : Ich bin ein Geschichtenerzähler, édité par Susanne Preußler-Bitsch et Regine Stigloher.  (ISBN 978-3-522-20095-0)
- 2011 :  Der kleine Wassermann – Frühling im Mühlenweiher, édité par Preußler, Daniel Napp et Regine Stigloher.  (ISBN 978-3-522-43678-6)

## Adaptations au cinéma
Il existe de nombreuses adaptations cinématographiques des livres de Preußler, dont certaines ont déjà fait l'objet de plusieurs sorties.
- 1964 : Kater Mikesch (série télévisée, théâtre de marionnettes)
- 1967 : Der Räuber Hotzenplotz (téléfilm, théâtre de marionnettes)
- 1968 : Die Abenteuer des starken Wanja (série télévisée / théâtre de marionnettes)
- 1969 : Das kleine Gespenst (téléfilm / théâtre de marionnettes)[18]
- 1969 : Die kleine Hexe (téléfilm / théâtre de marionnettes)
- 1974 : Der Räuber Hotzenplotz
- 1975 : Die kleine Hexe (téléfilm / théâtre de marionnettes)[19]
- 1977 : L'Apprenti sorcier (Čarodějův učeň) de Karel Zeman[20]
- 1979 : Neues vom Räuber Hotzenplotz
- 1985 : Kater Mikesch (série télévisée, théâtre de marionnettes)
- 1986 : Die kleine Hexe
- 1986 : Kleine Baba Jaga[21]
- 1987 : Geist von Eulenberg[22]
- 1991 : Kleine Hexe[23]
- 1992 : Das kleine Gespenst
- 1993 : Die dumme Augustine
- 2006 : Der Räuber Hotzenplotz
- 2008 : Le Maître des sorciers (Krabat) de Marco Kreuzpaintner
- 2013 : Das kleine Gespenst
- 2018 : Die kleine Hexe
- 2022 : Le Brigand Briquambroque (Der Räuber Hotzenplotz) de Michael Krummenacher (de)